# Vaccinium cambodianum
Vaccinium cambodianum är en ljungväxtart som beskrevs av Paul Louis Amans Dop. Vaccinium cambodianum ingår i Blåbärssläktet, och familjen ljungväxter. Inga underarter finns listade i Catalogue of Life.